# Partido Demócrata Cristiano (Honduras)
El Partido Demócrata Cristiano, conocido simplemente como DC, es un partido político demócrata cristiano de Honduras.

## Historia
Fue fundado el 10 de septiembre del 1968 como "Movimiento Demócrata Cristiano de Honduras (MDCH)" en Choluteca y surgiendo a la vida pública en el mes de diciembre de 1970, cuando estaban inscritos en sus actas 130 militantes. El primer Pleno Extraordinario se reunió en la ciudad de Tegucigalpa los días 5 a 6 de diciembre de ese año y fue elegida una directiva, quien fuera el candidato presidencial oficial del Partido Demócrata Cristiano de Honduras en las Elecciones generales de Honduras de 1981 y en las cuales obtuvo 230,705 votos y un representante diputado ante el Congreso Nacional de Honduras.  
Es miembro de la Internacional Demócrata de Centro y de su variante regional, la Organización Demócrata Cristiana de América, así como del Grupo de Centro Democrático en el Parlacen. 

## Participación
El partido ha presentado candidatos a los tres niveles electivos en cada una de las siguientes elecciones:
| Elección | Candiadato              | Votos  | %      | Diputados | Alcaldes | Posición |
| -------- | ----------------------- | ------ | ------ | --------- | -------- | -------- |
| 1981     | Hernán Sosa Padilla     | 19,163 | 1.54 % | 1/82      | 0/298    | 4.ª      |
| 1985     | Hernán Sosa Padilla     | 30,173 | 1.96%  | 2/134     | 0/298    | 3.ª      |
| 1989     | Efraín Diaz Arrivillaga | 25,453 | 1.45%  | 1/128     | 0/298    | 4.ª      |
| 1993     | Marco Orlando Iriarte   | 20,350 | 2.83%  | 0/128     | 0/298    | 4.ª      |
| 1997     | Arturo Corrales         | 24,737 | 1.25%  | 2/128     | 0/298    | 4.ª      |
| 2001     | Marco Orlando Iriarte   | 21,089 | 0.97%  | 4/128     | 0/298    | 5.ª      |
| 2005     | Juan Ramón Martínez     | 25,808 | 1.39%  | 5/128     | 1/298    | 4.ª      |
| 2009     | Felicito Ávila          | 38,413 | 1.79%  | 5/128     | 1/298    | 4.ª      |
| 2013     | Orle Solís              | 5,194  | 0.17%  | 1/128     | 1/298    | 6.ª      |
| 2017     | Lucas Aguilera          | 5,900  | 0.18%  | 1/128     | 1/298    | 6.ª      |
| 2021     | Carlos Portillo         | 7,103  | 0.21%  | 1/128     | 3/298    | 5.ª      |
| 2025     | Mario Rivera Callejas   | -      | -      | -         | -        | -        |